# Djela Antonia Gaudija
Antoni Gaudí je katalonski arhitekt koji je stvarao u stilu art nouveau, a proslavio se svojim jedinstvenim arhitektonskim stilom i originalnim građevinama.
Njegova djela, koja se većinom nalaze u Barceloni ili u njezinoj neposrednoj blizini, svjedoče o njegovom iznimnom kreativnom doprinosu razvoju arhitekture i tehnologija izgradnje krajem 19. i početkom 20. stoljeća. Ti spomenici predstavljaju eklektični, kao i vrlo osobni stil umjetnika koji je dobio odriješene ruke u dizajniranju vrtova, skulptura i sveukupne dekorativne umjetnosti na građevinama. 
Sedam njegovih djela pripada UNESCO-ovoj svjetskoj baštini: Casa Vicens, fasada crkve Sagrada Família s motivom Rođenja Kristova te kripta iste crkve, zatim Casa Batlló, kripta u naselju Colònia Güell, kao i ranije upisana djela Casa Milà, Parc Güell i Palau Güell.

## Popis djela
| Ime                            | Fotografija | Lokacija                             | Godina izgradnje | Koordinate                                  |
| ------------------------------ | ----------- | ------------------------------------ | ---------------- | ------------------------------------------- |
| Sagrada Família                |             | Barcelona                            | 1882.-           | 41°24′13″N 2°10′28″E / 41.40361°N 2.17444°E |
| Episkopalna palača u Astorgi   |             | Astorga (León)                       | 1883. – 1913.    | 42°27′28″N 6°03′21″W / 42.45778°N 6.05583°W |
| Casa Vicens                    |             | Barcelona                            | 1883. – 1888.    | 41°24′13″N 2°09′04″E / 41.40361°N 2.15111°E |
| Parc Güell                     |             | Barcelona                            | 1883. – 1888.    | 41°24′49″N 2°09′10″E / 41.41361°N 2.15278°E |
| Palau Güell                    |             | Barcelona                            | 1885. – 1890.    | 41°22′44″N 2°10′27″E / 41.37889°N 2.17417°E |
| Casa Calvet                    |             | Barcelona                            | 1888. – 1900.    | 41°23′27″N 2°10′23″E / 41.39083°N 2.17306°E |
| El Capricho                    |             | Comillas (Kantabrija)                | 1889.-           |                                             |
| Casa Botines                   |             | León                                 | 1891.-           | 42°35′54″N 5°34′14″W / 42.59833°N 5.57056°W |
| Toranj Bellesguard             |             | Barcelona                            | 1900. – 1909.    | 41°24′34″N 2°07′37″E / 41.40944°N 2.12694°E |
| Casa Milà                      |             | Barcelona                            | 1905. – 1907.    | 41°23′43″N 2°09′42″E / 41.39528°N 2.16167°E |
| Casa Batlló                    |             | Barcelona                            | 1905. – 1907.    | 41°23′30″N 2°09′54″E / 41.39167°N 2.16500°E |
| Kripta u naselju Colònia Güell |             | Santa Coloma de Cervelló (Barcelona) | 1908. – 1914.    | 41°21′49″N 2°1′41″E / 41.36361°N 2.02806°E  |

## Vanjske poveznice
- Fotografije gaudijevih djela  Arhivirana inačica izvorne stranice od 19. srpnja 2010. (Wayback Machine)